# IOS 16
iOS 16 — шестнадцатая версия мобильной операционной системы iOS, разрабатываемая компанией Apple для устройств линейки iPhone. Является преемницей операционной системы iOS 15, вышедшей в 2021 году. Операционная система была анонсирована на WWDC 6 июня 2022 года.
Её преемницей стала iOS 17, которая была анонсирована 5 июня 2023 года.
Первая бета-версия для разработчиков была выпущена 6 июня 2022 года. сразу после WWDC, а первая общедоступная бета-версия была выпущена 11 июля 2022 года. Общедоступная версия iOS 16 была выпущена 12 сентября 2022 года. iOS 16 очень похожа на iPadOS 16. Это первая версия iOS, которая работает только на iPhone, так как в ней прекращена поддержка седьмого и последнего поколения iPod Touch. Это первый релиз iOS с момента выхода iPhone OS 1.0.2, который будет эксклюзивным для iPhone. iPhone 7 и 7 Plus, iPhone 6s и 6s Plus, а также iPhone SE первого поколения также будут прекращены. Это также последний релиз iOS, поддерживающий iPhone 8 и 8 Plus и iPhone X, поскольку iOS 17 прекратила поддержку этих iPhone в 2023 году.
iOS 16 получила в целом положительные отзывы пользователей, с похвалой дизайна главных экранов, карт и пункта управления. Больше всего пользователям понравилась новая фишка — кастомизация экрана блокировки.

## Нововведения

#### Интерфейс
- Появилась возможность отображения процента заряда аккумулятора на всех безрамочных iPhone.

#### Экран блокировки
- Появилась возможность настройки внешнего вида экрана путём изменения цветовой палитры, шрифта, а также добавлением виджетов.
- Возможность создавать несколько настраиваемых экранов блокировки.
- Уведомления располагаются в нижней части экрана для того, чтобы не уменьшать видимость виджетов.
- Live Activities — виджеты на экране блокировки, позволяющие отображать нужные данные в режиме реального времени.

#### Улучшенный режим фокусирования
- Возможность менять тот или иной экран блокировки в зависимости от режима фокусировки.
- Фильтры фокусировки позволяют изменять видимость контента в приложениях в зависимости от режима фокусировки.

#### Сообщения
- Возможность удалять и редактировать уже отправленные сообщения в течение 15 минут с момента отправки.
- Возможность помечать сообщения как непрочитанные.
- Появление SharePlay в сообщениях.
- Новые функции для коллаборации с другими людьми.

#### Карты Apple
- Возможность создания маршрута с несколькими остановками (до 15 остановок)[9]. Можно попросить ассистента Siri добавить новые остановки прямо во время навигации по маршруту.
- Добавление транспортных карт для оплаты проезда прямо в приложении карт.
- Новые функции MapKit, поддерживающие 3D-панорамы местность, а также более детальная проработка нескольких городов.

#### Конфиденциальность
- Проверка безопасности: помогает тем, кто опасается преследования, удалить разрешения на доступ к геопозиции и общим паролям.
- Автоматические обновления безопасности.
- Новое требуемое разрешение перед копированием из буфера обмена.
- Passkeys — новая технология, позволяющая авторизироваться на сайтах и в приложениях без ввода паролей. Ключи доступа генерируются системой, при этом используются Face ID или Touch ID.
- Режим блокировки — режим, позволяющий повысить безопасность при использовании смартфона для защиты пользователей от узконаправленных атак (например, от шпионского ПО Pegasus, которое позволяет извлекать данные со смартфона без каких-либо действий со стороны атакуемого). Блокирует некоторые функции ОС, приложений и веб-сайтов[10].

#### Face ID
- Face ID теперь может быть использован, когда смартфон находится в горизонтальном положении. Работает на iPhone 13 и новее.

#### Улучшенные Live Text и Visual Search
- Возможность выделять и копировать текст из видео.
- Из распознанного текста можно производить конвертацию цен в другую валюту или переводить текст с одного языка на другой не выходя из приложения камеры.

#### Новости Apple
- Новый раздел «Мой спорт» для лучших моментов, видео и новостей о спортивных командах.
- Расширенные местные новости.
- Новая группа «Избранное».

#### Погода
- Новые модули прогноза для получения подробной информации о качестве воздуха, местных прогнозах погоды и т. д.
- Почасовые прогнозы на следующие 10 дней с поминутным отображением интенсивности осадков в течение следующего часа.
- Возможность получать правительственные уведомления о серьезных погодных явлениях, таких как торнадо, зимние бури, внезапные наводнения и т. д.

#### Apple TV
- Возможность подключения между устройствами в tvOS 16 предоставляет новые возможности для взаимодействия между Apple TV, Apple Watch и iPhone.

#### Spotlight
- Доступ к Spotlight прямо с главного экрана для быстрого получения нужных результатов.
- Больше изображений из таких приложений, как «Сообщения», «Заметки» и «Файлы».
- Быстрый запуск таймера или команд.

#### Пункт управления
- В новом раскрывающемся меню в Пункте управления отображаются все приложения, которые недавно получили доступ к камере, микрофону или местоположению, новый переключатель Пункта управления для быстрых заметок.
- Функция распознавания звука Shazam теперь интегрирует свою историю с историей основного приложения Shazam, а не с разделенными историями.

## Поддерживаемые устройства
С прекращением производства iPod touch (7-го поколения) на базе Apple A10 это первая версия iOS, начиная с iPhone OS 1.0.2, которая работает исключительно на устройствах iPhone. В результате предполагалось, что Apple прекращает поддержку старых моделей с аналогичной конфигурацией. На WWDC 2022 было подтверждено, что поддержка ограничена устройствами, содержащими Neural Engine в чипе Apple A11 или более поздней версии, в том числе:
- iPhone 8 и 8 Plus
- iPhone X
- iPhone XR
- iPhone XS и XS Max
- iPhone 11
- iPhone 11 Pro и 11 Pro Max
- iPhone SE (2-го поколения)
- iPhone 12 и 12 mini
- iPhone 12 Pro и 12 Pro Max
- iPhone 13 и 13 mini
- iPhone 13 Pro и 13 Pro Max
- iPhone SE (3-го поколения)
- iPhone 14 и 14 Plus
- iPhone 14 Pro и 14 Pro Max

## Восприятие
Критики отмечали, что некоторые нововведения iOS 16, например, экран блокировки, выглядят «сырыми». Также критике подверглось диалоговое окно, запрашивающее разрешение на вставку из буфера обмена. Пользователи считали, что оно постоянно всплывает и раздражает.
Пользователи в основном оставляли положительные впечатления от iOS 16. Некоторые отмечали, что оболочка работает плавно на разных устройствах. Однако были и негативные отзывы. Например, некоторые пользователи столкнулись с проблемой постоянного нагрева телефона после обновления. Также были жалобы на ухудшение приёма сотового сигнала и интернета.

## История
Первая бета-версия iOS 16 для разработчиков была выпущена 6 июня 2022 года. Первая общедоступная бета-версия была выпущена 11 июля 2022 года. Официальный выпуск состоялся 12 сентября 2022 года. iOS 16 требует iPhone с A11 Bionic SoC или более поздней версии, что означает прекращение поддержки устройств с A9 и A10 Fusion  SoC, iOS 16 — первая версия iOS, которая прекращает поддержку iPhone без разъема для наушников 3,5 мм, официально ознаменовав прекращение поддержки iPod Touch. iOS 16 — первая версия iOS, которая прекращает поддержку iPhone SE. Однако iPhone с A11 Bionic SoC имеют ограниченную поддержку в то время как iPhone с A12 Bionic SoC или более новой имеют полную поддержку.
Отключение iPhone 7 и 7 Plus подверглось критике из-за того, что iPad 5-го, 6-го и 7-го поколений поддерживали iPadOS 16, несмотря на схожее или даже менее мощное аппаратное обеспечение.

### История версий
|  | Предыдущий выпуск |  | Последний выпуск |  | Последняя версия для разработчиков |  | Патч безопасности |

| Версия             | Номер сборки | Дата выхода      | Примечания к выпуску |
| ------------------ | ------------ | ---------------- | --- |
| 16.0 Beta 1        | 20A5283p     | 6 июня 2022      | |
| 16.0 Beta 2        | 20A5303i     | 22 июня 2022     | |
| 16.0 Beta 3        | 20A5312g     | 6 июля 2022      | - Появилась возможность создавать общую библиотеку с членами семьи. - Добавлены два новых шрифта экрана блокировки. - Представлен «Режим блокировки» для защиты от слежки и кибератак. - Виджет календаря на экране блокировки размывает информацию о событии, если iPhone заблокирован. - Добавлены обои Clownfish, представленные Стивом Джобсом на презентации первого iPhone в 2007 году. |
| 16.0 Beta 3 Update | 20A5312j     | 11 июля 2022     | Public Beta 1 |
| 16.0 Beta 4        | 20A5328h     | 27 июля 2022     | Public Beta 2 |
| 16.0 Beta 5        | 20A5339d     | 8 августа 2022   | Public Beta 3 - Появилась возможность отображения процентов заряда аккумулятора, доступно на всех безрамочных iPhone начиная с iPhone X и на более поздних моделей, кроме iPhone XR, 11, 12 mini, 13 mini. |
| 16.0 Beta 6        | 20A5349b     | 15 августа 2022  | Public Beta 4 - Появилась возможность отключения процентов заряда аккумулятора, когда включен режим энергосбережения. |
| 16.0 Beta 7        | 20A5356a     | 23 августа 2022  | Public Beta 5 |
| 16.0 Beta 8        | 20A5358a     | 29 августа 2022  | Public Beta 6 |
| 16.0 RC            | 20A362       | 7 сентября 2022  | Release Candidate |
| 16.0               | 20A362       | 12 сентября 2022 | Release |
| 16.0.1             | 20A371       | 14 сентября 2022 | Только для iPhone 14, 14 Plus, 14 Pro и 14 Pro Max. - Исправлена проблема с активацией и переносом данных во время настройки iPhone 14 и iPhone 14 Pro и другие. |
| 16.0.2             | 20A380       | 22 сентября 2022 | Исправлены ошибки. |
| 16.0.3             | 20A392       | 10 октября 2022  | Обновления системы безопасности и исправления ошибок. |
| 16.1 Beta 1        | 20B5045d     | 14 сентября 2022 | - Появилась возможность отображения процентов заряда аккумулятора теперь и на iPhone XR, 11 , 12 mini и 13 mini. - Появилась функция Clean Energy Charging – опция активируется вручную и работает пока только в США. - Возможность удалить приложение Wallet. - Live Activities API снова доступно для разработчиков. |
| 16.1 Beta 2        | 20B5050f     | 20 сентября 2022 | Индикатор процентов заряда аккумулятора стал динамичным. |
| 16.1 Beta 3        | 20B5056e     | 27 сентября 2022 | Обои теперь можно выбирать из сохраненных и добавлять новые не только с экрана блокировки, но и в пункте «Обои» меню настроек. |
| 16.1 Beta 4        | 20B5064c     | 4 октября 2022   | - Исправлен баг «прыгающего» плеера на экране блокировки при вызове обложки трека с использованием виджетов. - В App Store и во внутренних покупках изменился интерфейс подтверждения покупки или подписки |
| 16.1 Beta 5        | 20B5072b     | 11 октября 2022  | Версия содержит исправление ошибок. |
| 16.1 RC            | 20B79        | 18 октября 2022  | |
| 16.1               | 20B82        | 24 октября 2022  | Исправлена критическая системная ошибка, из-за которой сторонние приложения камеры могли не сохранять фотографии в галерею. |
| 16.1.1             | 20B101       | 10 ноября 2022   | Версия содержит исправление ошибок. |
| 16.1.2             | 20B110       | 30 ноября 2022   | - Улучшена совместимость с виртуальными операторами связи. - Оптимизация обнаружения автоаварий (Crash Detection) на моделях iPhone 14 и iPhone 14 Pro. - Другие исправления ошибок и безопасности. |
| 16.2 Beta 1        | 20C5032e     | 25 октября 2022  | - Стало доступно приложение Freeform, представляющее бесконечную доску для совместной работы. - Представлена новая архитектура приложения «Дом» с поддержкой стандарта Matter. - Обновлено приложение «Поддержка». - Apple начала собирать данные о случайных экстренных вызовах SOS с удержания боковой кнопки и кнопки громкости. - Функция распознавания голоса для Siri стала доступна на iPhone и iPad, ранее подобные персонализированные запросы были доступны только у Siri на HomePod. - Возможность настроить более частые обновления информации Live Activities в реальном времени. - Добавлен виджет «Сон» на заблокированном экране со сведениями, расписании и стадиями недавнего сна. |
| 16.2 Beta 2        | 20C5043e     | 8 ноября 2022    | - Поддержка 5G в Индии для совместимых iPhone. - Добавлен виджет «Лекарства» на заблокированном экране для быстрого доступа к графику приема. - Исправлен баг, не позволявший свернуть камеру после открытия с экрана блокировки. - Новая анимация кнопок в плеере Apple Music. - Добавлен переключатель в настройках поддерживаемых приложений для более частого обновления Live Activities. - Добавлен скрытый режим Custom Accessibility Mode в настройках Универсального Доступа, с помощью которого можно изменить интерфейс iOS под свои нужды, например сделать кнопки и иконки крупнее. |
| 16.2 Beta 3        | 20C5049e     | 15 ноября 2022   | В настройках Always on Display появилась возможность отключать обои и уведомления. |
| 16.2 (a)           | 20C5049e     | 15 ноября 2022   | Патч безопасности. |
| 16.2 (b)           | 20C5049e     | 28 ноября 2022   | Патч безопасности. |
| 16.2 Beta 4        | 20C5058d     | 1 декабря 2022   | - Изменена работа отображения входящих уведомлений в «Центре уведомлений». - Добавлена детализированная информация об установленной версии iOS. - Версия содержит исправление ошибок. |
| 16.2 RC            | 20C65        | 7 декабря 2022   | - Добавлен режим караоке Apple Music Sing, который доступен для всех подписчиков сервиса Apple Music. - Видимость AirDrop ограничена до 10 минут. - Добавлен режим «Расширеной защиты данных» в iCloud. |
| 16.2               | 20C65        | 13 декабря 2022  | |
| 16.3 Beta 1        | 20D5024e     | 14 декабря 2022  | - Добавлена возможность использования аппаратного ключа безопасности в качестве метода двухфакторной аутентификации для Apple ID вместо кода подтверждения с другого устройства Apple или SMS. - Добавлен интерфейс гида по управлению музыкой с iPhone на HomePod. |
| 16.3 Beta 2        | 20D5035i     | 10 января 2023   | Небольшие изменения в настройках Экстренного вызова SOS |
| 16.3 RC            | 20D47        | 18 января 2023   | - Новые обои «Единство» доступны в 10 цветах в коллекции. - Стала доступна функция расширенной защиты данных во всем мире. - Исправлен баг с горизонтальными зелеными полосами на экране iPhone 14 Pro. |
| 16.3               | 20D47        | 23 января 2023   | Добавлена поддержка HomePod (2-го поколения) |
| 16.3.1             | 20D67        | 13 февраля 2023  | - Исправления ошибок и обновления системы безопасности. - Настройки iCloud могли не реагировать на действия пользователя либо могли некорректно отображать список приложений, использующих iCloud. - Запросы к Локатору с помощью Siri могли не выполняться. - На моделях iPhone 14 и iPhone 14 Pro оптимизирована функция «Распознавание аварии». |
| 16.4 Beta 1        | 20E5212f     | 16 февраля 2023  | - Добавлено более 20 новых эмодзи и поддержка Unicode 15.0. - Для клавиатур на русском и украинском языках добавлена поддержка функции «Проведение пальцем для ввода» – набор текста свайпом. - Для украинской клавиатуры добавлен «Предиктивный набор» – подсказки над полем ввода. - Push-уведомления для Web-приложений. - Поддержка режимов Фокуса для Push-уведомлений из Web-приложений и API бейджей уведомлений. - Поддержка Manifest ID. - Для сторонних браузеров добавлена возможность добавления закладки на экран «Домой». - Иконка закладки веб-сайта на экране Домой теперь в виде либо icon-pic сайта, либо загруженной иконки для PWA, либо первая заглавная буква наименования веб-страницы на разноцветном фоне. - Появилась возможность перезагружать и выключать устройство через приложение Команды. - Появилось новое меню с возможностью выбора установки бета-версий (публичные или для разработчиков). - Добавлен виджет для отслеживания активных заказов в приложении Wallet. - В настройках добавлен раздел «Действие гарантии», в котором можно посмотреть сведения о гарантии всех устройств, с которыми создана пара. - Обновленная архитектура HomeKit. |
| 16.4 Beta 2        | 20E5223e     | 28 февраля 2023  | - Возвращена анимация перелистывания страниц книг в Apple Books. - В разделе «Действие гарантии» были добавлены иконки устройств. |
| 16.4 (a)           | 20E7752230f  | 2 марта 2023     | Патч безопасности. |
| 16.4 (b)           | 20E7752240b  | 6 марта 2023     | Патч безопасности. |
| 16.4 Beta 3        | 20E5229e     | 7 марта 2023     | В Настройках Обновления ПО и Бета-тестирования добавилась возможность активировать другой аккаунт Apple Developer ID, в случае, если он отличается от основной учётной записи. |
| 16.4 Beta 4        | 20E5239b     | 15 марта 2023    | Исправлен баг некорректного отображения виджетов на заблокированном экране. |
| 16.4 RC            | 20E246       | 21 марта 2023    | - Добавлена поддержка «Изоляции голоса» для обычных вызовов. - Альбом «Дубликаты» в «Фото» теперь поддерживает обнаружение дубликатов фотографий и видео в общей медиатеке iCloud. - Поддержка VoiceOver для карт в приложении Погода. - Уведомления для веб-приложений, добавленных на главный экран. - Настройка специальных возможностей для автоматического затемнения видео при обнаружении вспышек света или стробоскопических эффектов. |
| 16.4               | 20E247       | 27 марта 2023    | |
| 16.5 Beta 1        | 20F5028e     | 28 марта 2023    | Добавлена возможность можно попросить Siri начать и остановить запись экрана. |
| 16.4.1             | 20E252       | 7 апреля 2023    | - Варианты оттенков кожи не отображались для эмодзи с руками, толкающими в стороны. - В некоторых случаях голосовой помощник Siri не реагировал на запросы. - Исправлены ошибки в работе виджета и приложения Погода. - Исправлена ошибка, из-за которой приложение Apple Music могло зависать при удалении трека из медиатеки или переключении тумблера «играть в перемешку». |
| 16.4.1 (a)         | 20E7752230f  | 2 марта 2023     | Патч безопасности. |
| 16.6 Beta 1        | 20G5026e     | 20 мая 2023      | Версия содержит исправление ошибок и повышение стабильности. |
| 16.5               | 20F66        | 18 мая 2023      | - Исправлена ошибка, из‑за которой функция Spotlight могла не реагировать на действия пользователя. - Устранена проблема, из‑за которой в CarPlay мог не загружаться контент приложения Подкасты. - Устранена проблема, из‑за которой настройки Экранного времени могли сбрасываться или не синхронизироваться между всеми устройствами. |
| 16.6 Beta 2        | 20G5037d     | 31 мая 2023      | Версия содержит исправление ошибок. |
| 16.6 Beta 3        | 20G5047d     | 15 июня 2023     | Версия содержит исправление ошибок. |
| 16.5.1             | 20F75        | 21 июня 2023     | |
| 16.6 Beta 4        | 20G5058d     | 27 июня 2023     | Версия содержит исправление ошибок. |
| 16.6 Beta 5        | 20G5070a     | 10 июля 2023     | Версия содержит исправление ошибок. |
| 16.5.1 (a)         | 20G5070a     | 10 июля 2023     | Патч безопасности. |
| 16.5.1 (c)         | 20G5070a     | 12 июля 2023     | Патч безопасности. - Исправлены критические ошибки безопасности и ошибка нерабочего Safari на некоторых ресурсах. |
| 16.6               | 20G75        | 24 июля 2023     | |
| 16.6.1             | 20G81        | 7 сентября 2023  | |
| 16.7               | 20H19        | 21 сентября 2023 | |
| 16.7.1             | 20H30        | 10 октября 2023  | |
| 16.7.2 RC          | 20H114       | 17 октября 2023  | |
| 16.7.2             | 20H115       | 25 октября 2023  | Стала Последней Версией Которую Можно Установить На Устройство Которое Поддерживает IOS 17 |
| 16.7.3             | 20H232       | 11 декабря 2023  | Только Для IPhone 8 , IPhone 8 Plus , IPhone X |
| 16.7.4             | 20H240       | 19 декабря 2023  | Только Для IPhone 8 , IPhone 8 Plus , IPhone X |
| 16.7.5             | 20H307       | 22 января 2024   | Только Для IPhone 8 , IPhone 8 Plus , IPhone X |
| 16.7.6             | 20H320       | 5 марта 2024     | Только Для IPhone 8 , IPhone 8 Plus , IPhone X |
| 16.7.7             | 20H330       | 21 марта 2024    | Только Для IPhone 8 , IPhone 8 Plus , IPhone X |
| 16.7.8             | 20H343       | 13 мая 2024      | Только Для IPhone 8 , IPhone 8 Plus , IPhone X |
| 16.7.9             | 20H348       | 29 июля 2024     | Только Для IPhone 8 , IPhone 8 Plus , IPhone X |
| 16.7.10            | 20H350       | 7 августа 2024   | Только Для IPhone 8 , IPhone 8 Plus , IPhone X |
| 16.7.11            | 20H360       | 31 марта 2025    | Только Для IPhone 8 , IPhone 8 Plus , IPhone X |